# トアロード
トアロード（Tor Road）は、神戸市中央区にある全長約1kmほどの坂。旧居留地と山手を南北に結ぶ道として栄えている。トーアロード、トアーロードとも呼ばれる。旧名は三宮筋通。

## 概要

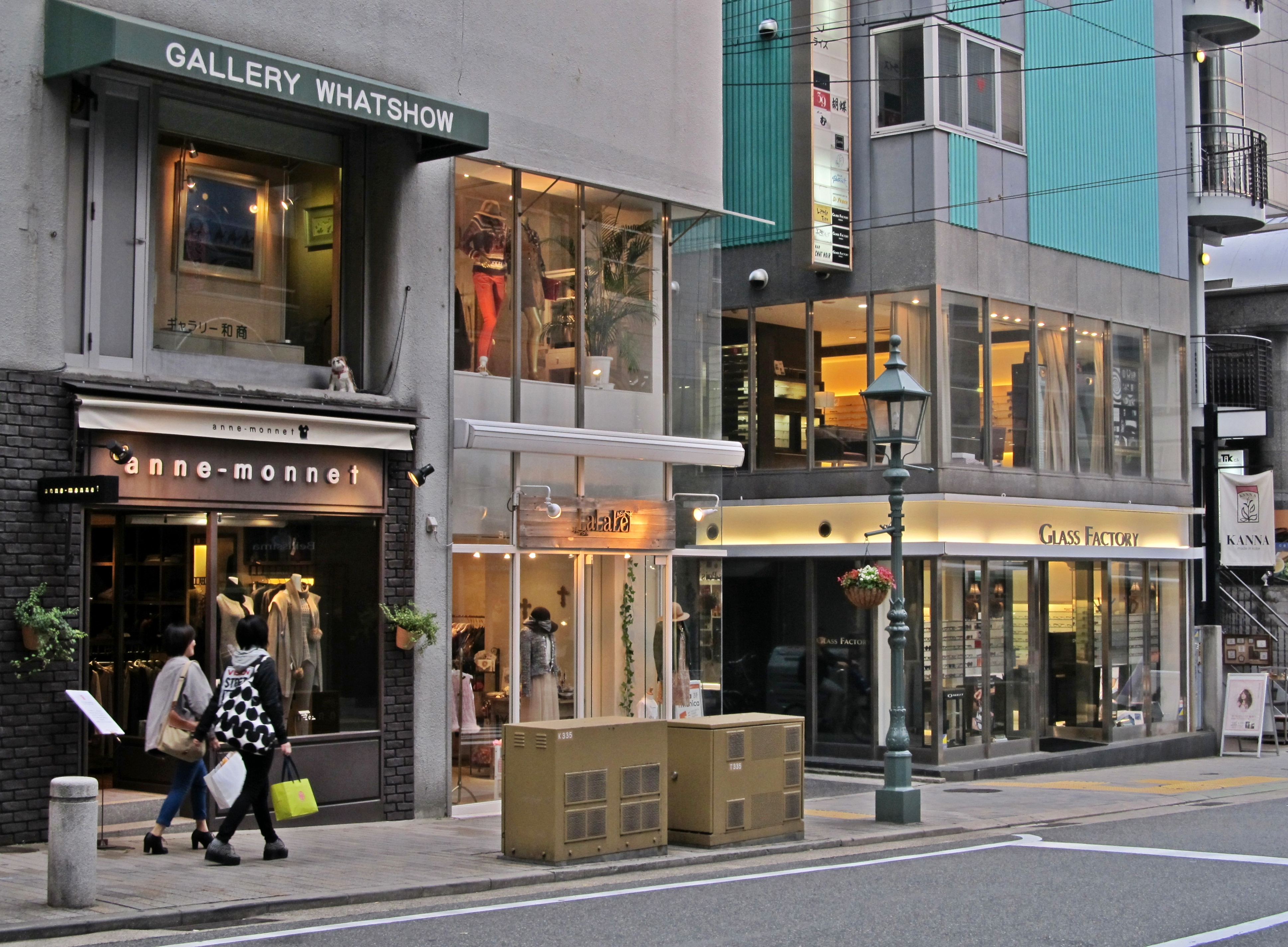
トアイースト

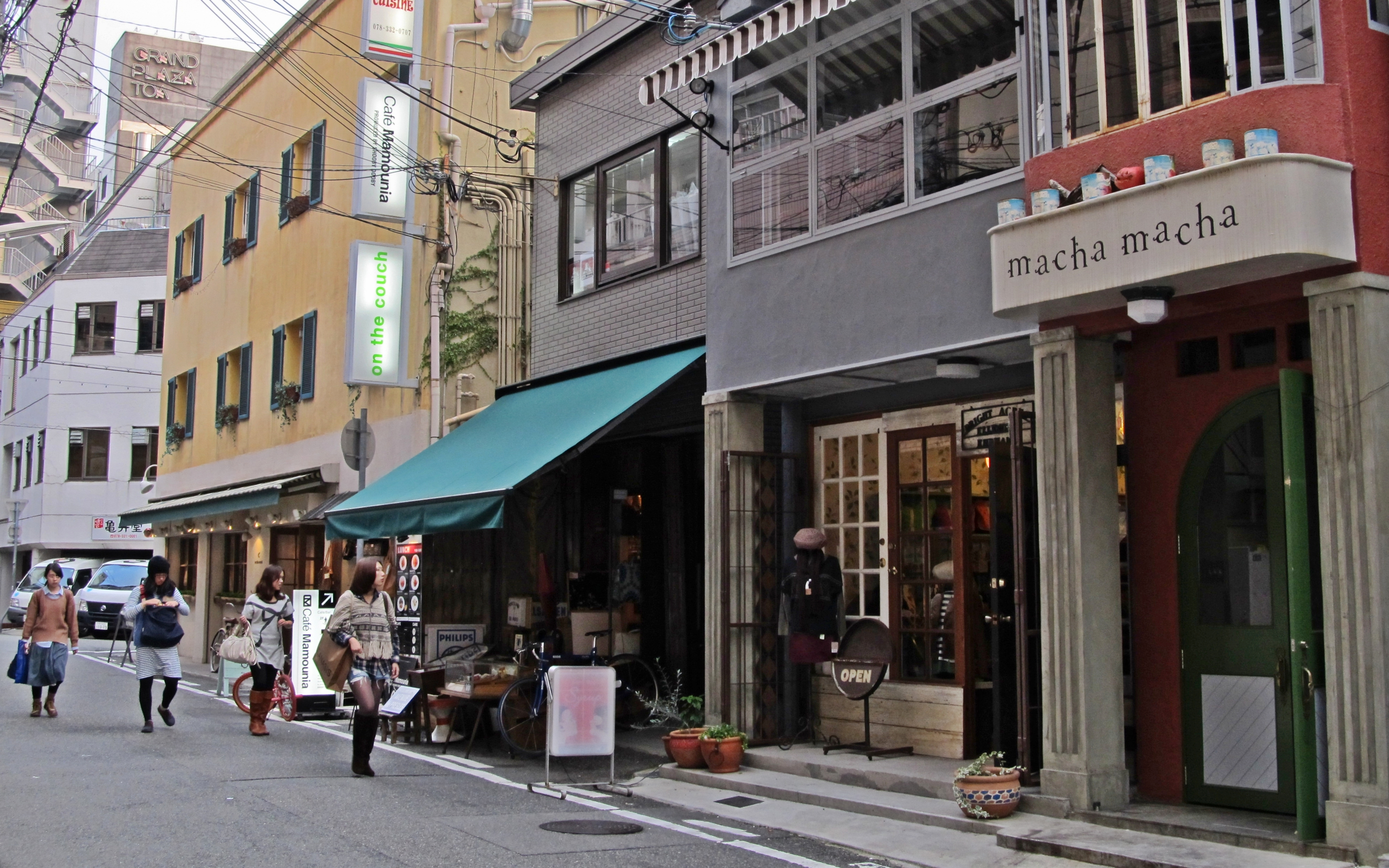
トアウエスト

トアロードは旧居留地を通る明石町通の延長上にあり、明石町通りと花時計線（西国街道）の交差点（北東角には三宮神社がある）を起点に、北へ約1kmほどの長さを有する。また、南から北へ登る坂となっており、高低差は約43mある。兵庫（神戸）開港に伴い、神戸外国人居留地との居留外国人の住宅地（雑居地）とを結ぶ目的で開通し、発展した。坂を下れば旧居留地方面へ、登れば北野町山本通へ至る。トアロードの西側には「トアウエスト」と呼ばれる、若者向けの小規模な店舗が点在する一帯があり、近年ではカジュアルなファッションの発信地として定着している。同様に東側には「トアイースト」と呼ばれる一帯がある。

## 歴史
1868年、安政五カ国条約に基づき兵庫港（1892年に神戸港と改称）が開港され、神戸村小野浜地先に外国人が居住・営業するための外国人居留地（神戸外国人居留地）が設けられた。しかし開港当初、居留地の整備はほとんど進んでおらず、外国人が居住可能な区域（雑居地）が居留地の周辺に設定された。居留地およびその周辺の開発が進む中、居留地と山手の雑居地を結ぶ道（三宮筋通）が開通した。この三宮筋が現在のトアロードである。
弓倉恒男によると、トアロードの名称が登場する最古の文献は、1925年発行の『文芸時代』大正14年2月号に掲載された稲垣足穂『神戸漫談』で、昭和に入ると観光案内などの印刷物での使用例が増加、次第に定着していった。

## 名称の由来
トアロードの名称の由来については諸説ある。

### トアホテルとの関係

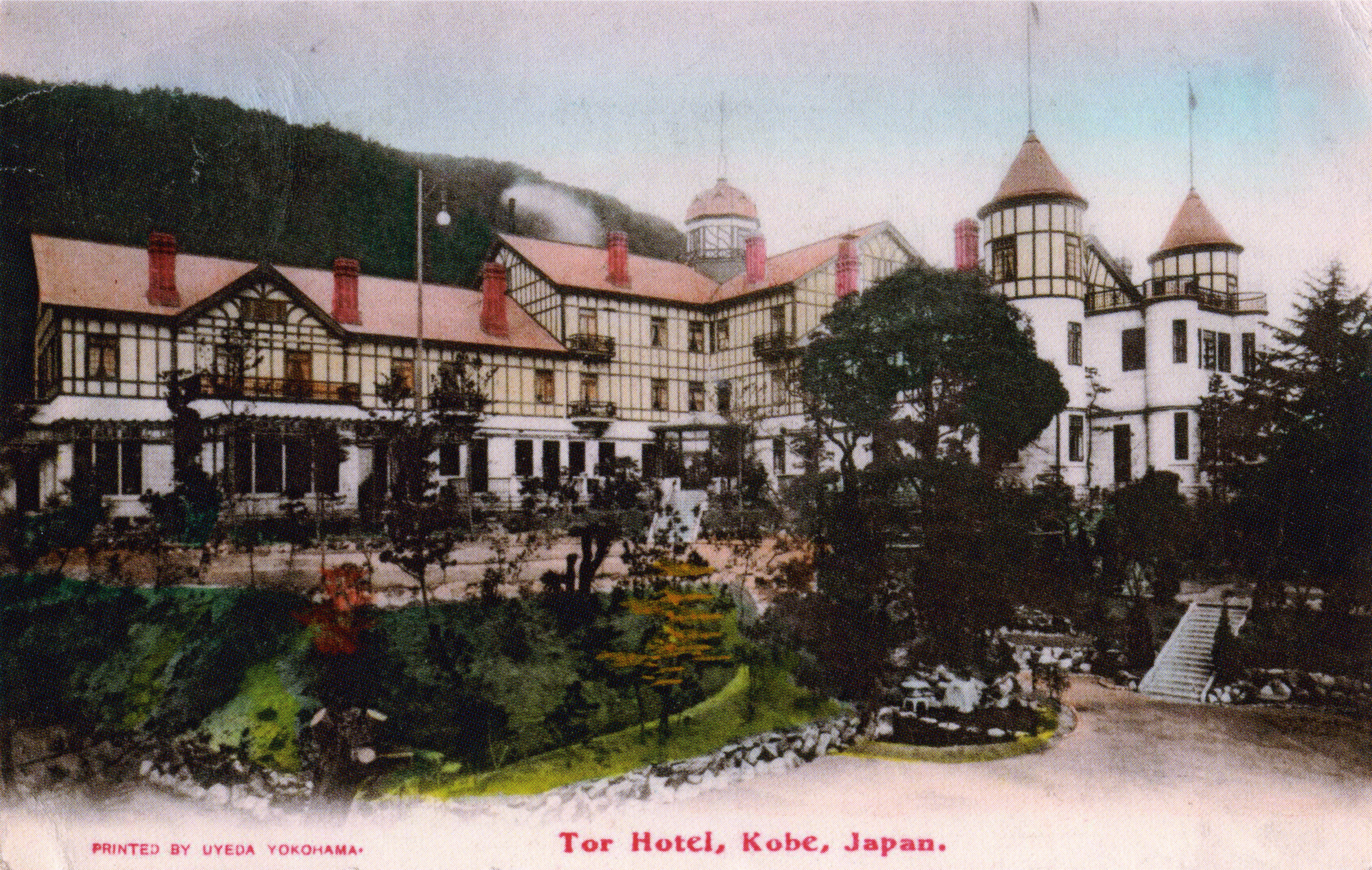
トアホテル

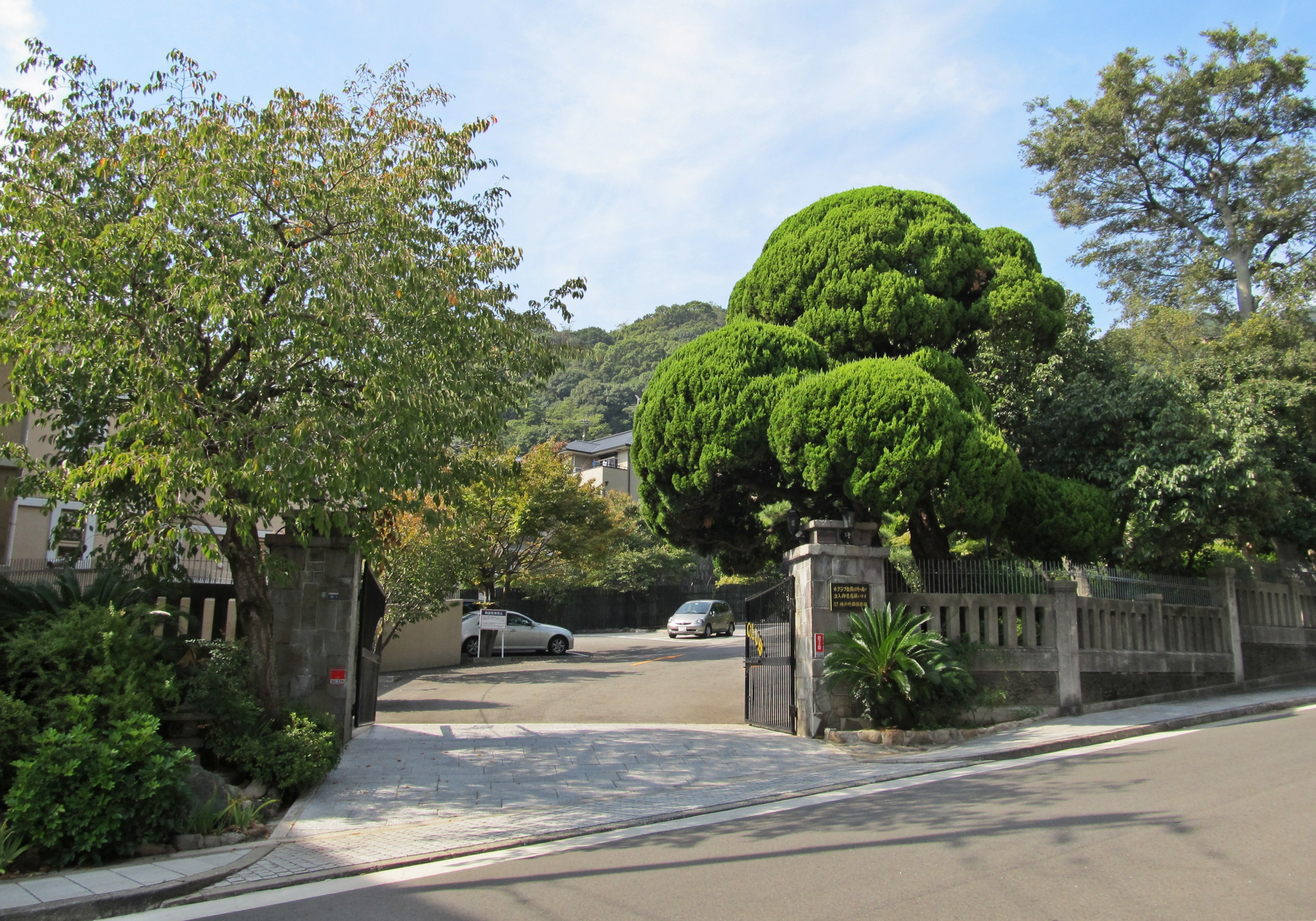
神戸外国倶楽部

トアロードという名称は、坂の北端、北野町4丁目125番地（現在神戸外国倶楽部がある場所）に存在したホテル、トアホテル（Tor Hotel）に由来するという説がある。トアホテルは1908年7月にイギリスを中心とする外国資本が出資して開業したホテルで、1950年4月に焼失している。トアホテルの跡地には神戸外国倶楽部のクラブ施設が建設された。
トアロードの「トア」がトアホテルに由来することをうかがわせる最古の記述は、1921年に発行された英字の神戸案内「KOBE GUIDE,EVERYMAN'S DIRECTORY 1921/1922」の中の「Tor Hotel Road」という記述である。次いで1929年発行の「KOBE&OSAKA FOREIGN TELEPHONE DICTIONARY 1929」には「Tor Hotel Road」とともに「Tor Road」という表現が登場し、さらに1939年発行の「A COMPLETE GUIDE TO KOBE AND IT'S VICINITY」の中では「Tor Road」という表現がほとんどを占めるが、「the so called Tor Hotel Road（いわゆるトアホテルロード）」という表現もわずかにみられる。この事実からTor Hotel Roadが次第にTor Roadへと変化した可能性を指摘することができる。しかしトアホテル由来説に立つとしても、「Tor」が何を意味する言葉なのかという疑問は残される。

### 「トア」の意味
「トア（Tor）」の意味を巡っては日本説、英語説、ドイツ語説がある。トアホテルは外国人向けにはトア（Tor）、日本人向けには東亜（トーア）の名称を使用していた。
日本語説は、トアは「東亜」であるとする。その根拠は、トアホテルが「東亜ホテル」という名称を自ら積極的に用いていたことにある。
英語説は、トアは「岩山」を意味する「tor」に由来すると主張する。根拠は、1908年6月10・11日付『神戸又新日報』に掲載されたトアホテルの紹介記事に、「トアホテルは其音、東亜に通ずれどもトアは英国の古語にて小山或いは山上の家を意味する最と趣味ある古代的名称なり」としていることにある。弓倉恒男によると、英語の「tor」の発音はイギリスでは「トー」または「トール」、アメリカでは「トア」に近い。
ドイツ語説は、「門」を意味するドイツ語・Torに由来すると主張する。この説によると、「トア」という語は神戸を日本の世界への門戸ととらえる意味が込められている。弓倉恒男によると、ドイツ語の「Tor」の発音は「トア」または「トアー」「トーア」で、「トア」に近い。ただし、トアホテルのトアがドイツ語のTorに由来することを示す客観的な証拠は存在しない。弓倉恒男は、発足当初のトアホテルの取締役にドイツ人がおり、この人物が広報を務めたことから、発音についてはドイツ語の影響がうかがえるとしている。

### トールの館との関係

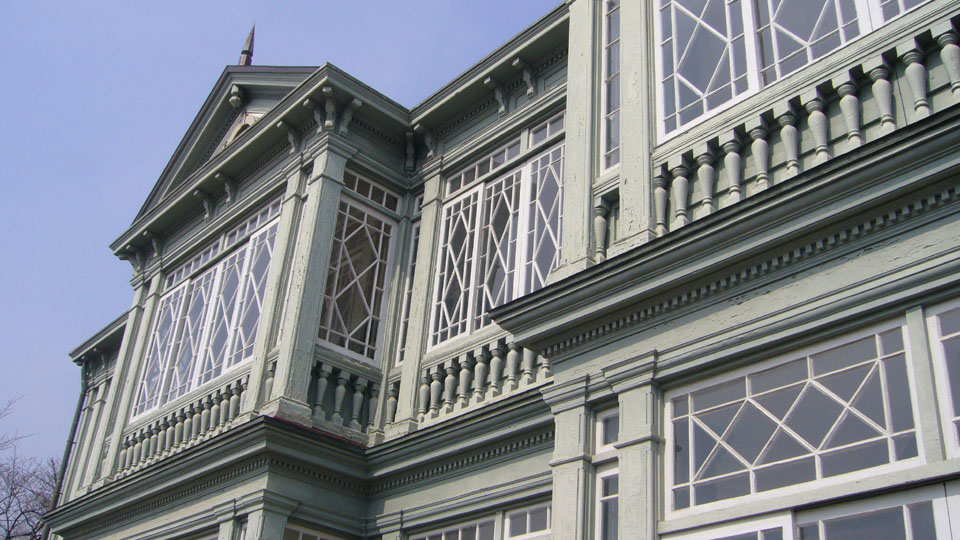
旧ハンター住宅

トアホテルが建てられた場所（北野町4丁目125番地）には20世紀初頭、イギリス人F・J・バーデンズの屋敷があった。バーデンズはこの屋敷を「The Tor」（トールの館）と称しており、ジャパンガゼットという横浜の新聞社が毎年発行していた「JAPAN DIRECTORY」の1901年から1905年にかけての版にも、バーデンズの住所は"The Tor,"125,Kitanocho,Shichomeと記載されている。1905年の版を最後に「JAPAN DIRECTORY」からトールの館の記載はなくなり、1908年にトアホテルが同じ場所に開業していることから2つの建物の名称の間には関連性がうかがえるが、トールの館にちなんでトアホテルの名称がつけられたことを示す客観的な証拠はない。
なお、かつて北野町3丁目に存在し1963年に灘区の王子動物園内に移設された異人館旧ハンター住宅（エドワード・ハズレット・ハンターの邸宅であった建物）は、トアホテルが建てられていた敷地にあったドイツ人A・グレッピーの邸宅を改造し、北野町3丁目へ移築したものである。北野町4丁目125番地の登記簿を見るとA・グレッピーの妻であった日本人名義の保存登記に始まり、次いで1900年に「英国臣民エフ・ゼー・バーデン」なる人物が山林・建物・竹木を所有するための地上権を設定している。これらの事実に前述の「JAPAN DIRECTORY」の記載を総合すると、1900年にF・J・バーデンズがA・グレッピーの邸宅を取得して1905年頃まで所有し、その後エドワード・ハズレット・ハンターに譲渡、ハンターが北野町3丁目へ移築したことが推察される。つまり、旧ハンター住宅こそがトアロードの名称の由来ともされるトアホテルの名称との関連性が指摘される、トールの館である可能性がある。

## トアロード沿線の建物・施設
北端
- 神戸外国倶楽部

山本通（異人館通）周辺
- 神戸北野ホテル（川崎正蔵（川崎男爵）邸跡）
- 東天閣（異人館旧ビショップ邸）※重要文化財
- 北野工房のまち
- 聖ミカエル国際学校
- 関西華僑基督教会
- 神戸モスク
- NHK神戸放送局
- 神戸トアロード ホテル山楽

生田新道周辺
- 山口銀行神戸支店
- トアロードデリカテッセン
- ホテルトアロード
- 220℃
- 1940年創業　帽子専門店マキシン　https://maxim-hat.jp

兵庫県道21号神戸明石線周辺
- 三宮ゼロゲート（旧メディテラス）
- 三宮センター街
- ドンク三宮本店
- 神戸BAL

三宮中央通り（神戸市営地下鉄海岸線）・花時計線周辺
- 三宮神社

### ギャラリー

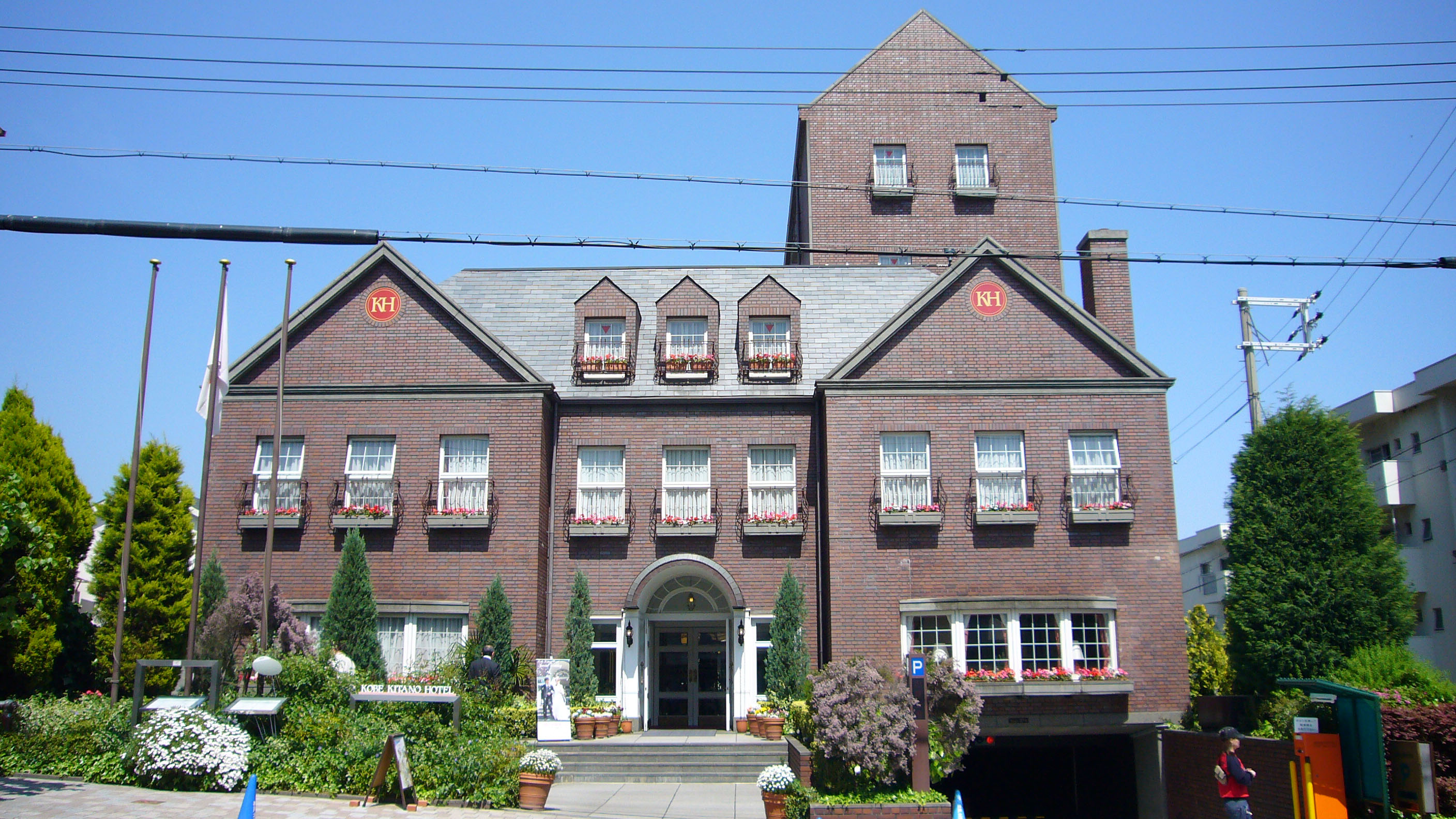
神戸北野ホテル
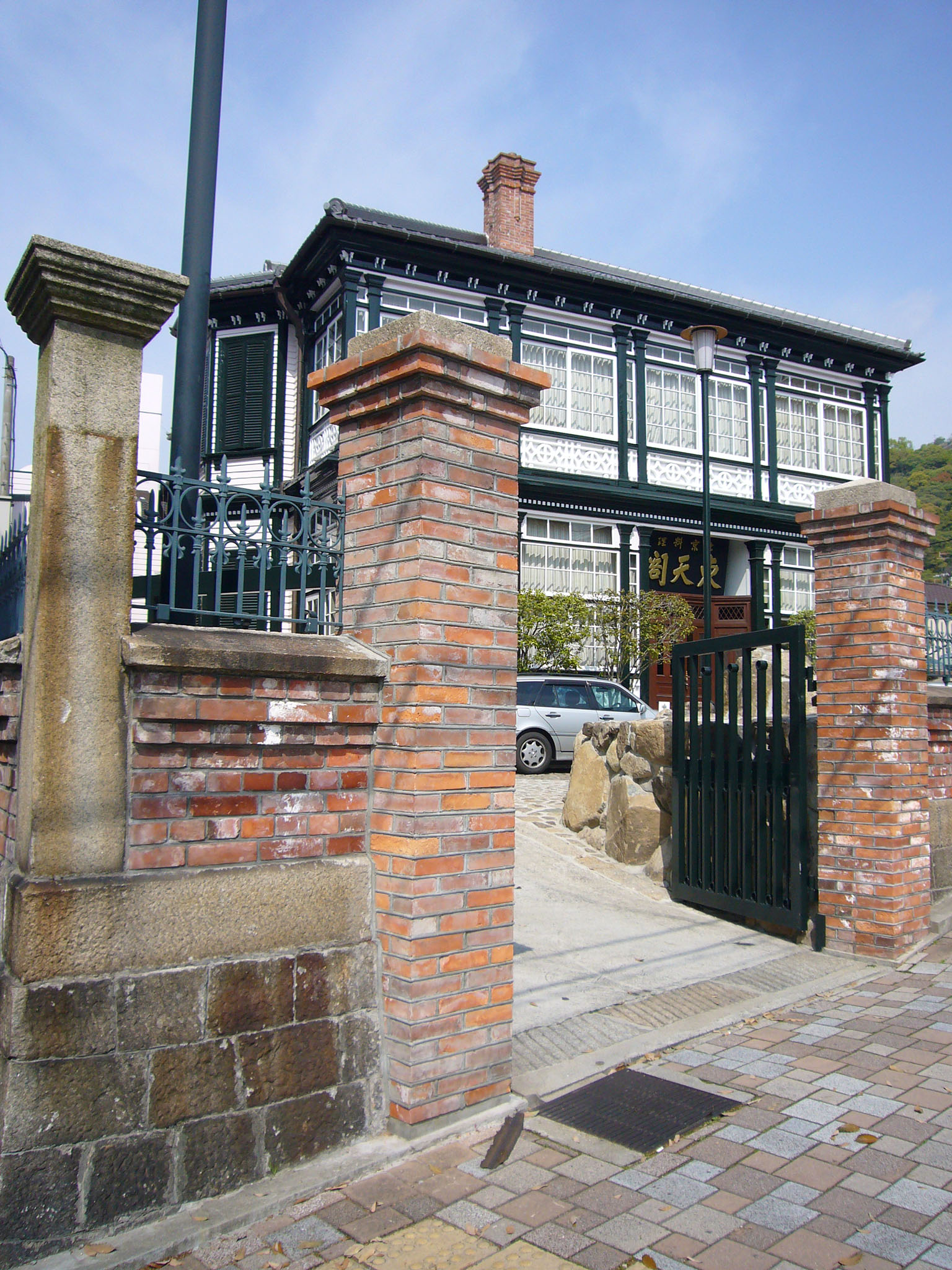
東天閣（旧ビショップ邸）
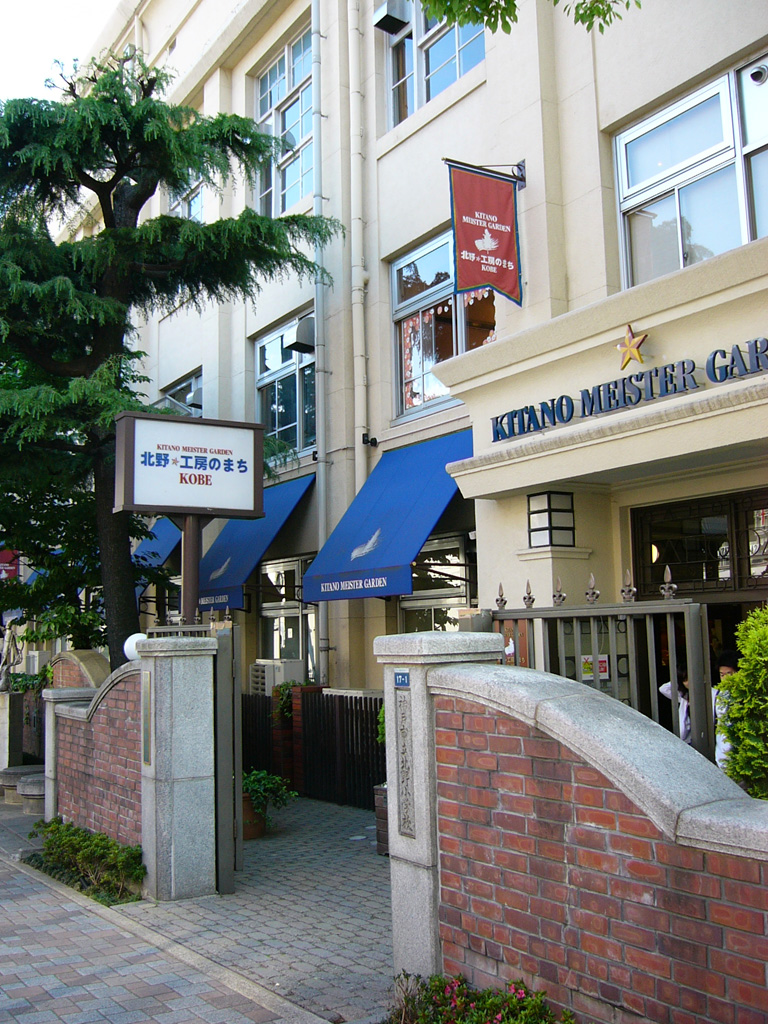
北野工房のまち
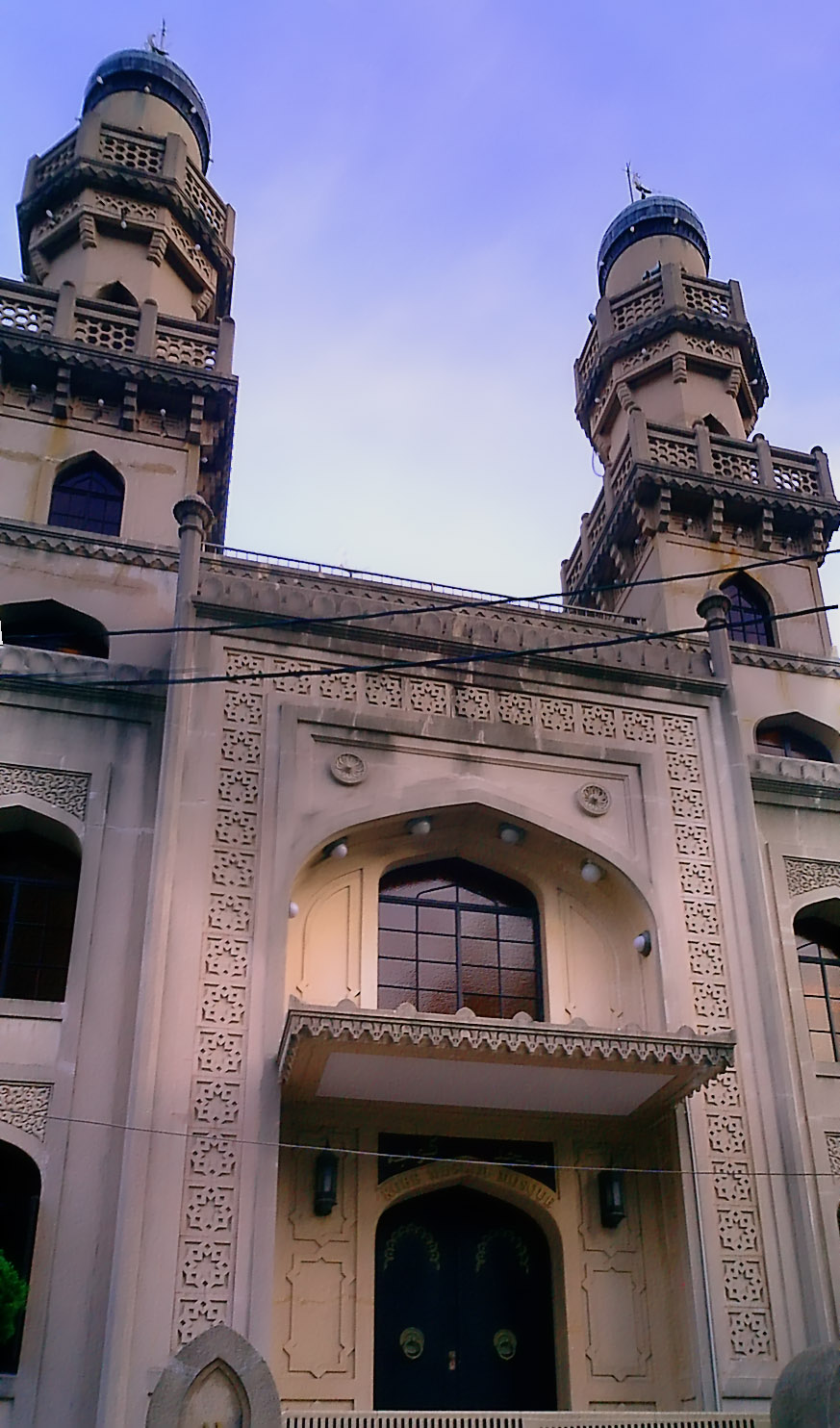
神戸モスク
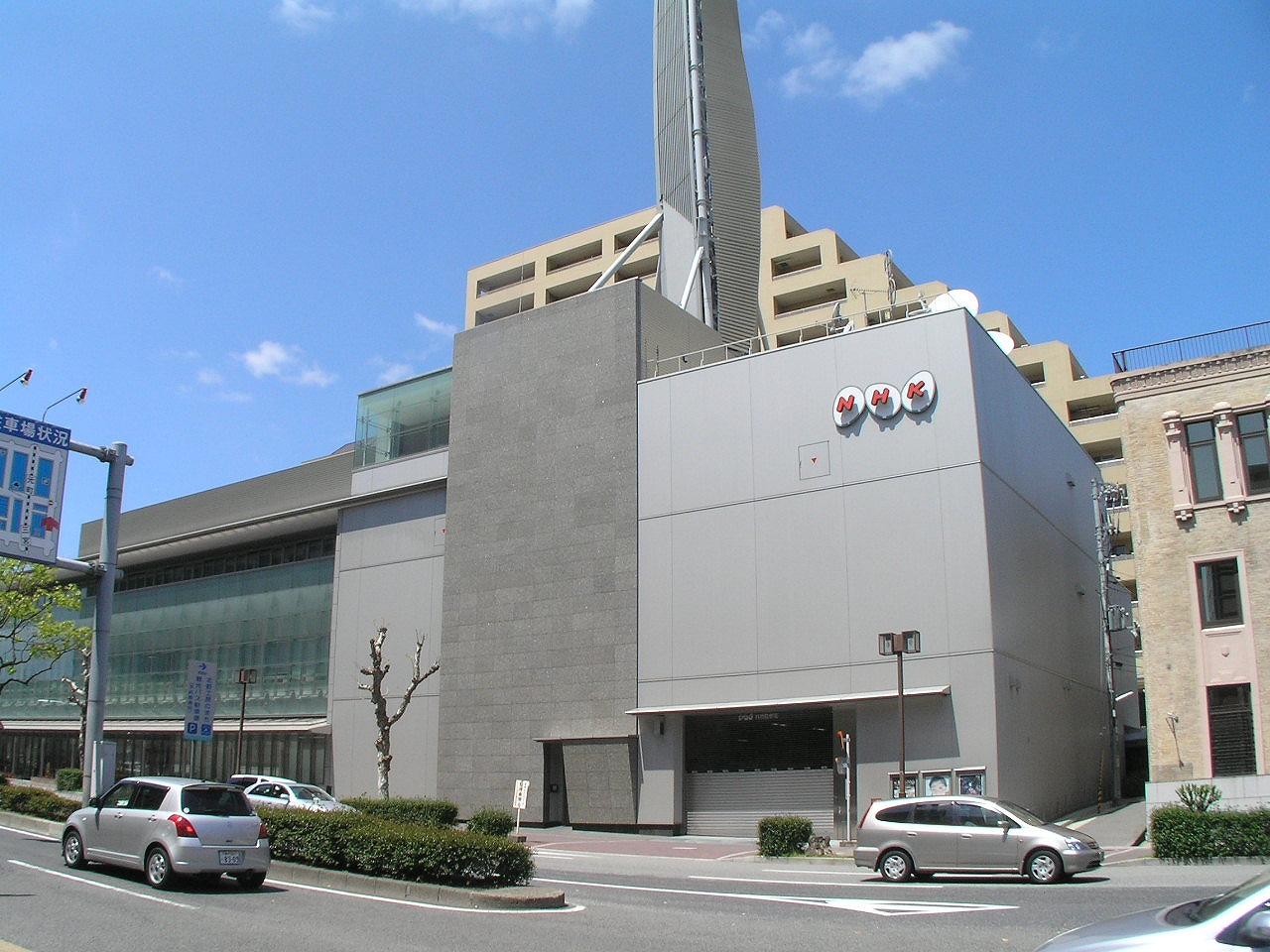
NHK神戸放送局
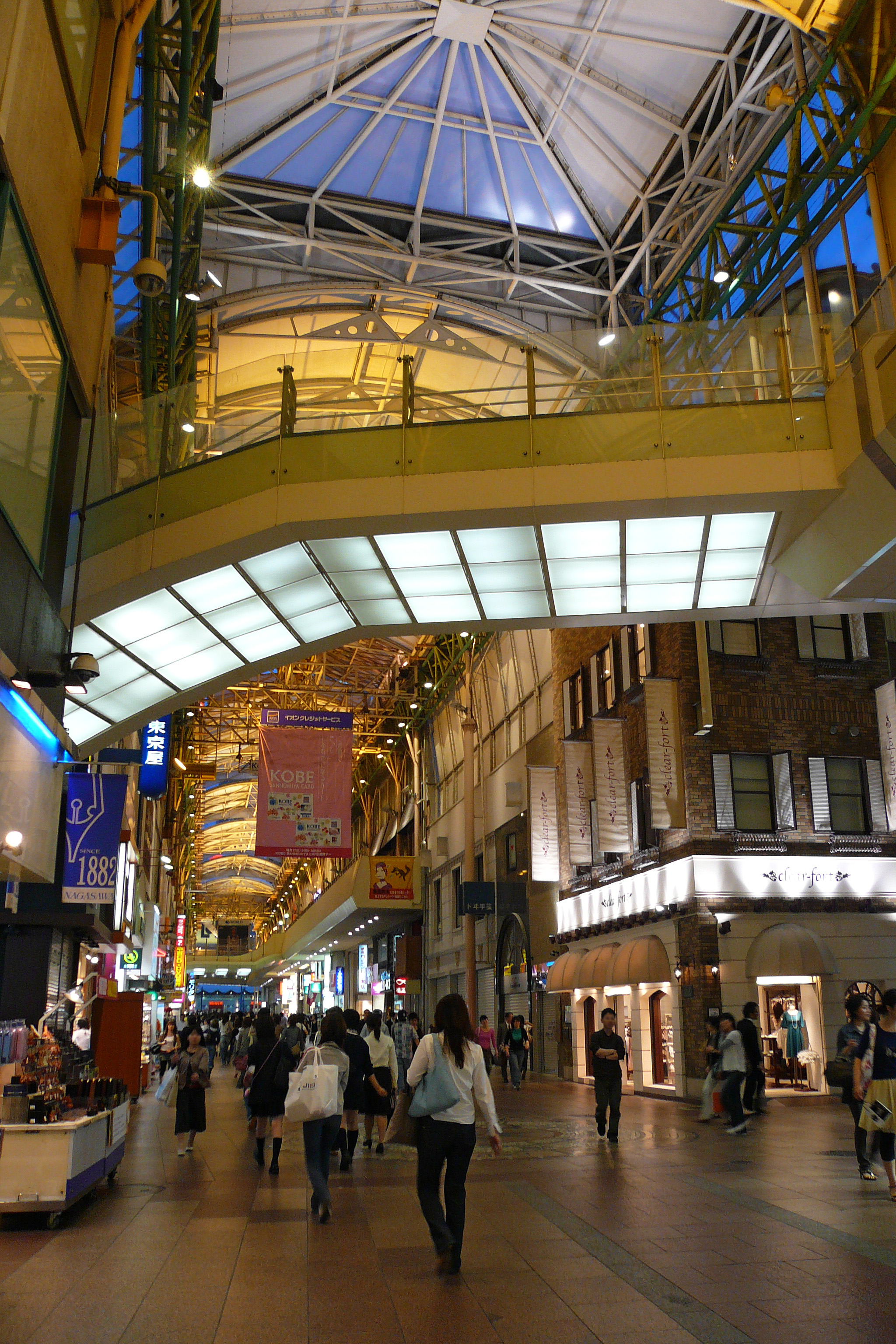
三宮センター街
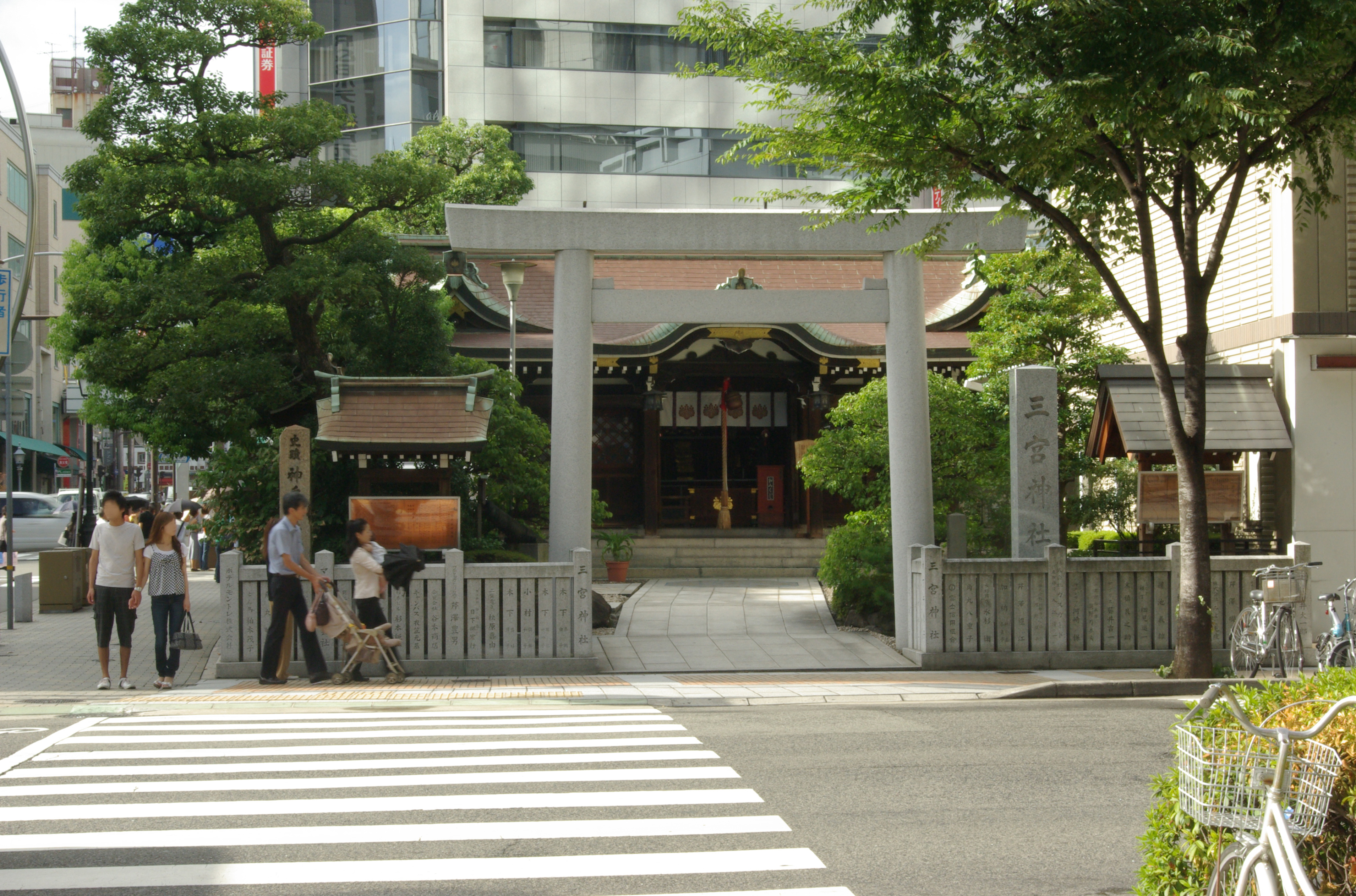
三宮神社
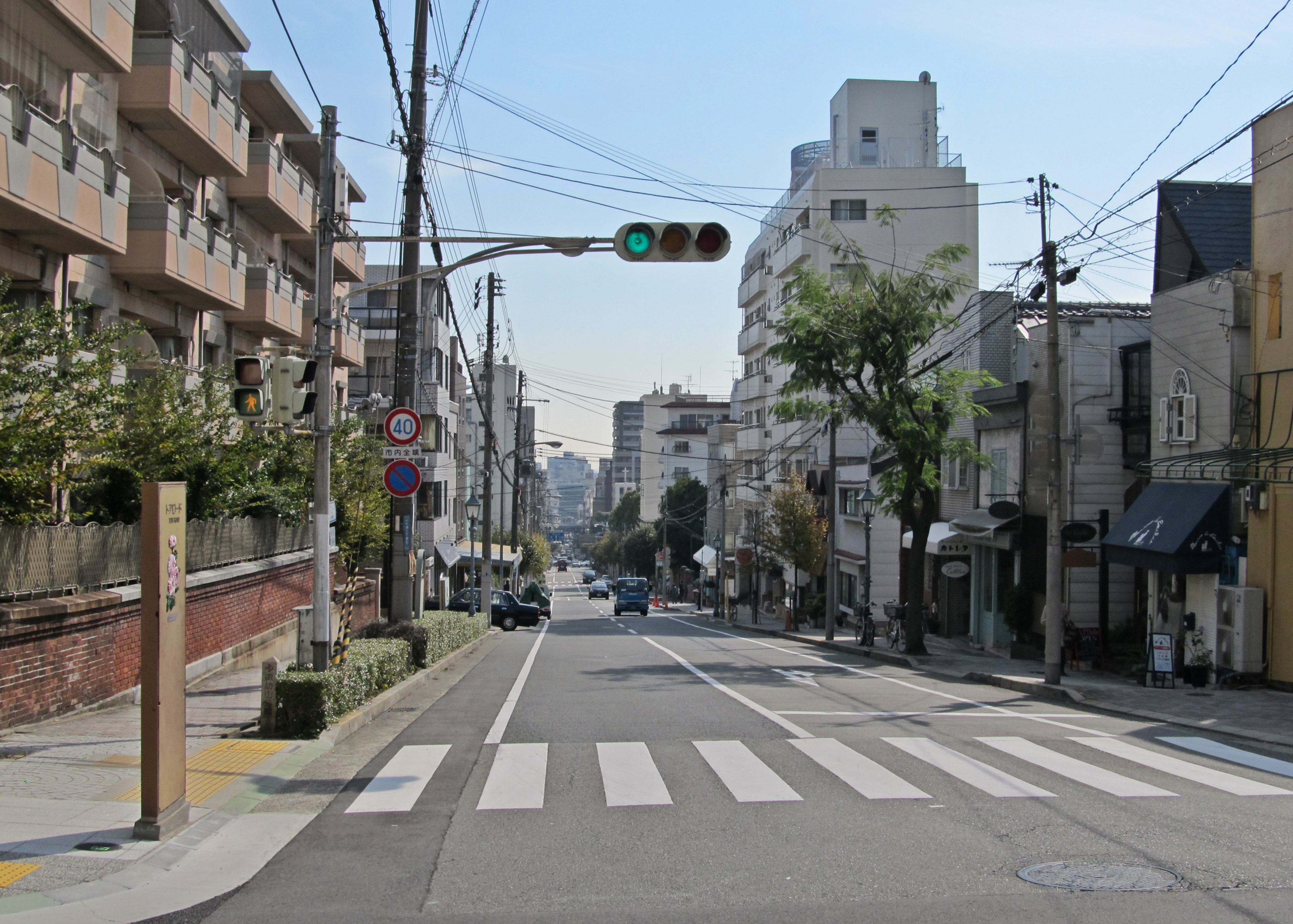
トアロードの北端（山本通3丁目交差点）から南方向を眺める

## 交通アクセス
- 西日本旅客鉄道（JR西日本）・阪神電気鉄道 元町駅
- 西日本旅客鉄道 三ノ宮駅
- 阪神電気鉄道 神戸三宮駅
- 阪急電鉄 神戸三宮駅
- 神戸市営地下鉄西神・山手線 三宮駅
- 神戸市営地下鉄海岸線 旧居留地・大丸前駅